# Alexandru Lambrior

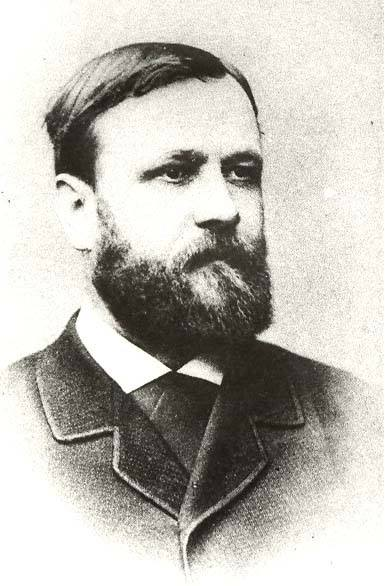

Alexandru Lambrior (* 12. Januar 1846 in Fălticeni; † 20. September 1883 in Iași) war ein rumänischer Ethnologe, Romanist, Rumänist und Grammatiker.

## Leben und Werk
Lambrior studierte in Iaşi und wurde Gymnasiallehrer für Geschichte. Mit einem Stipendium studierte er von 1875 bis 1878 in Paris an der École pratique des hautes études und wurde am 26. Mai 1877 Mitglied der Société de Linguistique de Paris. Er war von 1879 bis zu seinem frühen Tod Professor an der Universität Iaşi. 1882 wählte ihn die Rumänische Akademie zu ihrem Korrespondierenden Mitglied.

## Werke
- Carte de citire. Bucati scrise cu litere chirilice in deosebite veacuri cu o introducere asupra limbei romanesci, Iaşi 1882 (Anthologie alter rumänischer Texte)
- Gramatica română. Fonetica și morfologia, hrsg. von Gheorghe Ghibănescu, Iaşi 1892
- Studii de lingvistică şi folcloristică, hrsg. von Ion Nuţă, Iaşi 1976